# 弗勒尔拜
弗勒尔拜（法語：Fleurbaix，法語發音：[flœʁbɛ]）是法国上法兰西大区加来海峡省的一个市镇，位于该省北部，属于贝蒂讷区。

## 地理
弗勒尔拜（50°39'8"N, 2°49'58"E）面积12.86 平方千米，位于法国上法蘭西大區加来海峡省，该省份为法国北部沿海省份，西北濒北海，南至索姆省，东临北部省。
与弗勒尔拜接壤的市镇（或旧市镇、城区）包括：埃尔坎盖姆利斯、拉旺蒂、利斯河畔萨伊、欧贝尔、布瓦格勒尼耶、弗罗梅勒、勒迈尼勒。
弗勒尔拜的时区为UTC+01:00、UTC+02:00（夏令时）。

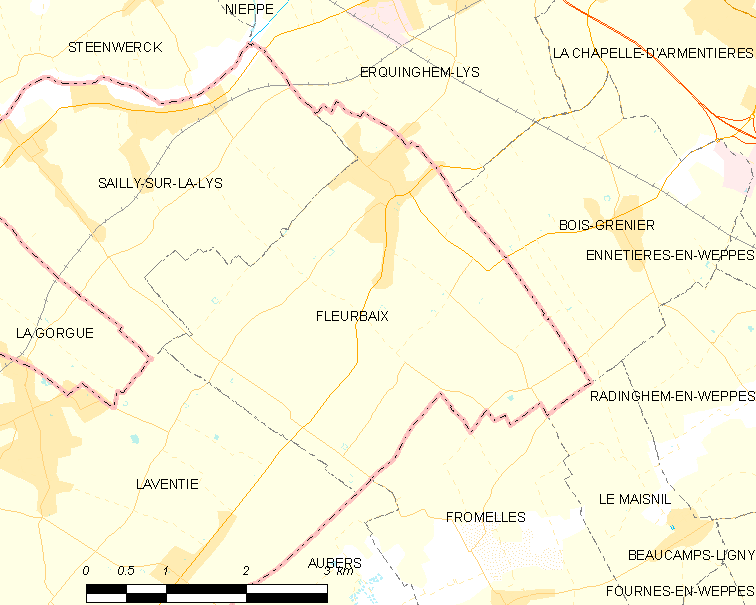
弗勒尔拜的OSM定位图

## 行政
弗勒尔拜的邮政编码为62840，INSEE市镇编码为62338。

## 政治
弗勒尔拜所属的省级选区为伯夫里县。

## 人口

1962-2008年间弗勒尔拜人口变化图示

弗勒尔拜于2022年1月1日时的人口数量为2944人。